# 3128 Obruchev
3128 Obruchev (1979 FJ2) là một tiểu hành tinh vành đai chính được phát hiện ngày 23 tháng 3 năm 1979 bởi N. Chernykh ở Nauchnyj.